# 尼莫點
48°52.6′S 123°23.6′W / 48.8767°S 123.3933°W

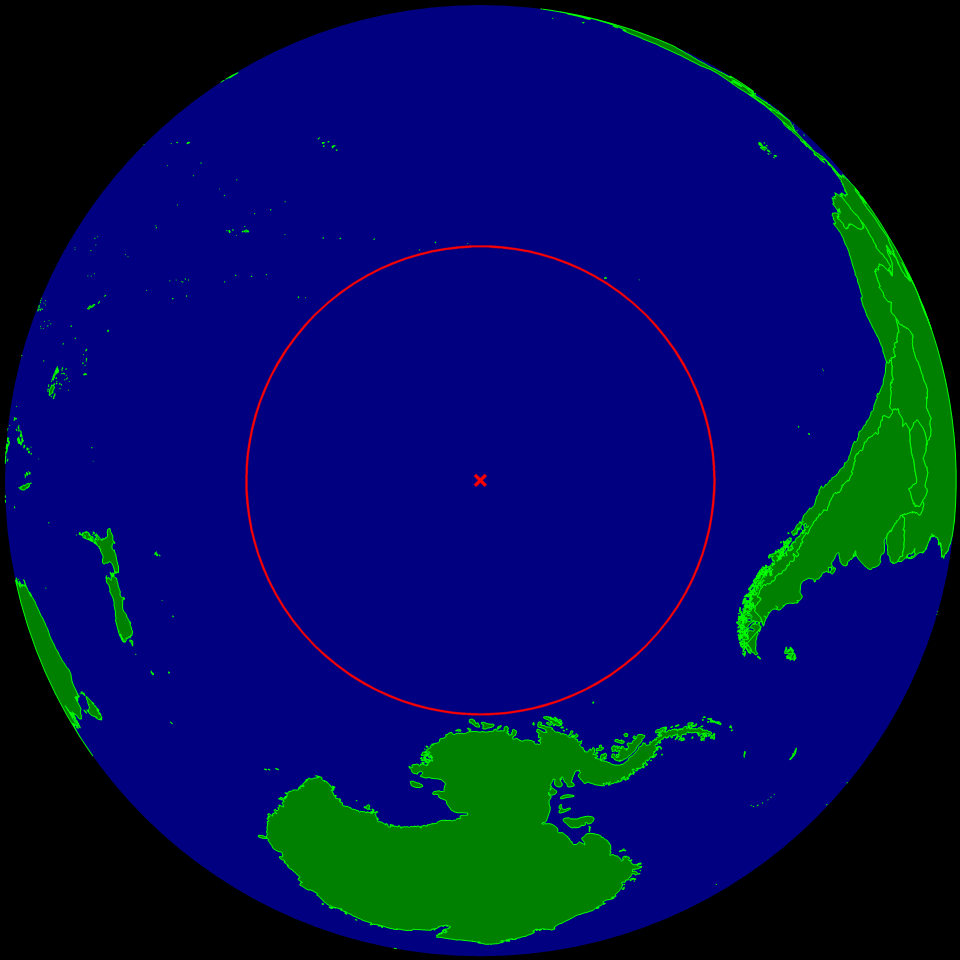
尼莫點在南太平洋中的位置，該點與最近陸地（島嶼）間的距離遠達2,688公里，即圖中圓圈的半徑，該區域的面積相當於整個北美洲，為毫無任何陸地分布的汪洋。

尼莫點（英語：Point Nemo，或譯尼摩點），正式名稱為海洋難抵極（Oceanic Pole of Inaccessibility），是地球表面上距離陸地最偏遠的地點，位於南太平洋中央48°52.6′S 123°23.6′W / 48.8767°S 123.3933°W之處的海面上，最近的陸塊與该点相隔2,688公里之遙。该點孤離於陸域、船舶航線及洋流之外，其所處海域的人類活動及其他生物蹤跡稀少。该地自1971年來也是各國棄置太空船的地方，即「太空船墓地」，至2018年已有263個太空廢棄物墜落於此。

## 由來
尼莫點在1992年由加拿大克羅埃西亞裔測量工程學家赫爾沃耶·盧卡泰拉（Hrvoje Lukatela）所發現，他自行設計出一套稱為「喜帕恰斯」（Hipparchus）的地理空間程式來對該點進行定位。考量到地球表面的三維空間屬性，海洋的難抵極必須與最近的三處海岸線等距，且其採納的距離需為測地線距離。海岸線的地圖資料則以1992年7月發行，由美國國防部國防製圖局（DMA，現國家地理空間情報局）同加拿大、澳洲和英國合製的世界數位圖為基礎，再進行部分校正，以用於距離計算。
實施定位之後，盧氏的喜帕恰斯程序發現了海洋難抵極的所在位置，以法國小說《海底兩萬里》中的角色尼莫船長命名，而「尼莫」一詞則來自拉丁語的，直譯為「無人」。尼莫點最近的陸地為三座遙遙相望的南半球島嶼——皮特肯群島中的迪西島、復活節島西南角的莫圖努伊島，及南極洲外海的馬厄島，三者分別位於其北方、東北方及南方，至尼莫點的距離均遠達2,688公里，以此長度為半徑、尼莫點為中心，將上述三島以圓周串連起來，可圈出一片與整個北美洲面積相當、毫無任何陸塊夾雜其中的汪洋大海。

## 環境
尼莫點所處的偏僻海域與世界上的其他聚落相去遙遠，距其最近的迪西島和馬厄島均罕有人煙，最快的船舶也需耗時15天才能從陸地航行到當地。在此情況當中，距離當地最近的人類，往往是身在地球之外400公里高處的太空站人員，相較之下，最近一個有人居住的陸地還要歷經2,700公里方可抵達。由於該區域為全球人口和行經船隻最少的地帶，故各國航太機構稱之「南太平洋無人居住區」（South Pacific Ocean Uninhabited Area），將其作為太空載具停用後的墜落地點，避免殘骸傷及人類。
此外，由於尼莫點包夾在南太平洋環流所圍海域的中間，因此阻擋了營養物豐沛、溫度較低的外部海水流入，而陸塊與當地的漫長距離，也表示該點欠缺陸上沖刷入海的有機物，亦無從形成海洋雪來維繫深海生態系統，稱為藍色荒漠。上述因素使尼莫點周邊的海洋環境不足以供養大量生物，惟部分海底細菌可在附近的東太平洋海隆一帶依賴深海熱泉存活。